# Rutherford B. Hayes
Rutherford Birchard Hayes (4. října 1822 – 17. ledna 1893) byl 19. prezident Spojených států. Mimo to byl politik, zákonodárce a voják.
Narodil se jako nejmladší ze čtyř dětí, ale dvě z nich zemřely v mladém věku. Vystudoval Vysokou školu v Gambieru (1842) a práva na Harvardu. Sporné volby nad protikandidátem Samuelem J. Tildenem vyhrál jen o jeden hlas (ve sboru volitelů), přestože Tilden celkově získal nadpoloviční většinu hlasů voličů a několik volitelských hlasů bylo sporných.
Jako prezident ukončil tzv. rekonstrukci jihu.